# Chanteheux
 Chanteheux  es una población y comuna francesa, en la región de Lorena, departamento de Meurthe y Mosela, en el distrito de Lunéville y cantón de Lunéville-Sud.

## Demografía
| 795 | 955 | 1272 | 1815 | 1746 | 1603 |
| Para los censos de 1962 a 1999 la población legal corresponde a la población sin duplicidades (Fuente: INSEE [Consultar]) |     |      |      |      |      |